# Andis Caunītis
Andis Caunītis (ur. 1971 w Gulbene) – łotewski polityk, w latach 2010–2011 poseł na Sejm X kadencji. 

## Życiorys
W 1994 ukończył studia w Łotewskiej Akademii Rolniczej w Jełgawie ze specjalnością gospodarka leśna, po czym pracował w lasach państwowych. Działał w Związku Zawodowym Pracowników Leśnych. Był wybierany radnym gminy Ranka, następnie zaś miasta oraz okręgu Gulbene z ramienia Nowej Ery. W 2010 uzyskał mandat posła na Sejm, po tym jak Andris Vilks ze Związku Obywatelskiego został ministrem finansów. W wyborach w 2011 bez powodzenia ubiegał się o reelekcję. 
Żonaty, ma córkę i syna.